# Jyllandsserien (håndbold)
 For alternative betydninger, se Jyllandsserien. (Se også artikler, som begynder med Jyllandsserien)
Jyllandsserien er den femteøverste række i håndboldens danmarksturnering. Oprykning sker til 3. division og nedrykning sker til serie 1.

## Afviklingen af turneringen
Håndboldens jyllandsserie består som udgangspunkt (hold kan have udtrådt) af seks puljer med 10 hold i hver. Dette gør sig gældende hos begge køn. Man møder hver modstander én gang ude og én gang hjemme. Dette giver – med 10 hold i rækken – 18 kampe.

## Oprykning til 3. division
Når alle kampene er afviklet, rykker vinderen af hver pulje direkte op i 3. division, såfremt det er oprykningsberettiget. Det er det ikke, hvis klubben også har et hold i 3. division. At klubben evt. har et hold i 2. division eller højere oppe er derimod ingen hindring, medmindre dets 2. divisionshold rykker ned i 3. division. Det næsthøjest placerede, oprykningsberettigede hold skal ud i en kvalifikationskamp mod en anden 2'er i Jyllandsserien. Giver dette en samlet sejr (over to kampe), deltager holdet i oprykningsspillet til 3. division. Vindes dette også (over to kampe), rykker holdet op. Alle tabere spiller i Jyllandsserien i den efterfølgende sæson. Dog skal de to bedste 2'ere rykke direkte op i 3. division som 1'erne.

## Nedrykning til serie 1
De hold, der slutter på 9. eller 10.-pladsen, rykker direkte ned i Serie 1.

## Eksterne links
- Propositioner for 2013/2014

| Portal | Portal:Håndbold |

|  | Infoboks uden skabelon Denne artikel har en infoboks dannet af en tabel eller tilsvarende. |